# 電腦科學邏輯方法期刊
電腦科學邏輯方法期刊（Logical Methods in Computer Science）創辦於2004年是一份屬於理論計算與應用逻辑的同行評審科學期刊(Scientific journal)。本期刊顯示出兩個主要的的特點：以達納·史考特為總主編的優秀編輯群，經由创作共用的許可使刊物內容以开放获取的方式發行。

## 外部連結
- 電腦科學邏輯方法期刊网站 （页面存档备份，存于）